# Schaefferia ovatifolia
Schaefferia ovatifolia là một loài thực vật có hoa trong họ Dây gối. Loài này được Lundell miêu tả khoa học đầu tiên năm 1983.